# Ortogonális koordináta-rendszer
A matematikában az ortogonális koordináta-rendszerekben az egyes koordinátákhoz tartozó koordinátafelületek ortogonálisan (derékszögűen) metszik egymást. Egy adott qk (a felső index most nem hatványozás, hanem Einstein-féle notáció) koordinátához tartozó koordinátavonal, koordinátafelület vagy koordináta-hiperfelület, ahol a qk konstans. Például az (x, y, z) Descartes-féle koordináta-rendszer ortogonális, hiszen koordinátafelületei, az xy, az yz és az xz koordinátasíkok egymásra merőlegesek. Az ortogonális koordináta-rendszerek a görbevonalú koordináta-rendszerek speciális esetei.

## Motiváció

Téglalaprács konform leképezése. Jegyezzük meg, hogy a derékszögűség megmarad

Míg a vektorműveletek és a fizikai törvények általában legkönnyebben a Descartes-koordinátákkal írhatók le, gyakran más koordináta-rendszereket használnak különböző problémák leírására, például peremérték problémák, amelyek különböző alkalmazásokból származnak, mint kvantummechanika, áramlástan, elektrodinamika, plazmafizika, hő és anyagok diffúziója.
A nem Descartes-féle koordináta-rendszereknek az az előnye, hogy az adott probléma szimmetriájához képest választhatók. Például egy robbanás nyomáshulláma legerősebben a nyomás középpontjától kifelé terjed, így gömbi koordinátákban a probléma majdhogynem egydimenzióssá válik. A nyomáshullám Descartes-féle koordinátarendszerben a helytől függ. Egy másik probléma egy gyűrű alakban áramló folyadék: Descartes-féle koordináta-rendszerben parciális differenciálegyenlettel leírható, de hengerkoordináta-rendszerben egydimenzióssá válik, és parciális differenciálegyenlet helyett csak differenciálegyenletet kell megoldani.
Az ortogonális koordináta-rendszerek az egyszerűség miatt részesítik előnyben a nem ortogonális koordináta-rendszerekkel szemben. Például lehetővé teszik több probléma megoldását a változók szétválasztásával. A változók szétválasztása egy módszer ahhoz, hogy egy többváltozós differenciálegyenletből egyváltozós differenciálegyenlet-rendszert hozzanak létre, amelyek megoldhatók ismert függvények segítségével. Több egyenlet visszavezethető Laplace egyenletére vagy a Helmholtz-egyenletre. Laplace egyenlete szétválasztható 13 ismert ortogonális koordináta-rendszerben (a kivétel a toroid koordináta-rendszer), és a Helmholtz-egyenlet szétválasztható 11 ismert ortogonális koordináta-rendszerben.
Egy további előny, hogy az ortogonális koordináta-rendszerek metrikus tenzora diagonális. Ez ekvivalens azzal, hogy az infinitezimális ds2 távolságnégyzet írható, mint a négyzetre emelt infinitezimális koordináta-elmozdulás skálázott összege:
{\displaystyle ds^{2}=\sum _{k=1}^{d}\left(h_{k}\,dq^{k}\right)^{2}}
ahol d a dimenzió, és a skálázási egyenletek (vagy skálázási tényezők):
{\displaystyle h_{k}(\mathbf {q} )\ {\stackrel {\mathrm {def} }{=}}\ {\sqrt {g_{kk}(\mathbf {q} )}}=|\mathbf {e} _{k}|}
egyenlő a metrikus tenzor átlós elemeinek négyzetgyökeivel, avagy a {\displaystyle \mathbf {e} _{k}} lokális bázisvektorok hosszával. Erről később még lesz szó. Ezeknek a hi skálázási tényezőknek a segítségével különböző differenciáloperátorok számolhatók át az új koordinátákra, mint a gradiens, a Laplace-operátor, a divergencia és a rotáció.
A kétdimenziós ortogonális koordináta-rendszerek generálásának egy egyszerű módja a Descartes-koordináta-rendszerre alkalmazott konform leképezés. Legyenek a Descartes-koordináták (x, y); ekkor a koordináták kölcsönösen egyértelműen megfeleltethetők a z = x + iy komplex számmal, ahol i a képzetes egység. Bármely w = f(z) holomorf függvény, melynek deriváltja különbözik a nullától, konform leképezést generál. Ha a kapott komplex számot úgy írjuk, mint w = u + iv, akkor a konstans u és v értékekhez tartozó görbék derékszögben metszik egymást, ahogy azt a konstans x és y koordinátagörbék is teszik.
A kétdimenziós ortogonális koordináta-rendszerek magasabb dimenziókra is kibővíthetők. Felvetítéssel hengerkoordinátákhoz jutunk, de meg is forgathatjuk a kétdimenziós koordináta-rendszert valamelyik szimmetriatengelye körül. Azonban vannak más ortogonális koordináta-rendszerek, mint például az ellipszoid koordináta-rendszer. Általánosabb rendszerekhez juthatunk, ha vesszük a szükséges felületeket, és ortogonális trajektóriáikat.

## Bázisvektorok

### Kovariáns bázis

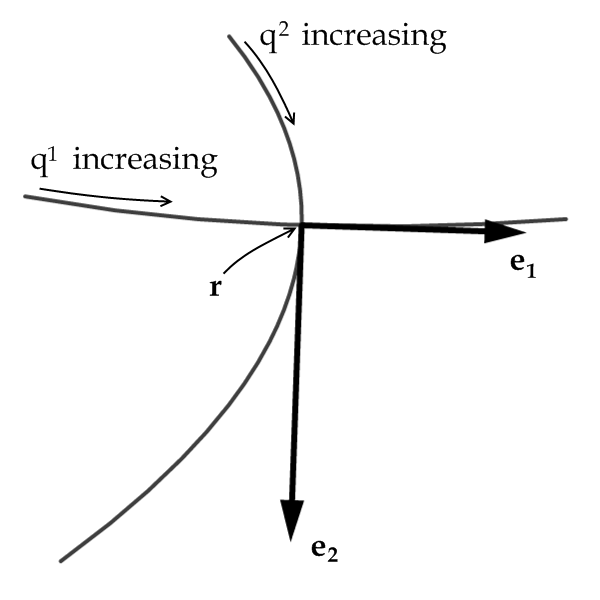
Kétdimenziós ortogonális koordináták. Az ábra mutatja azokat a görbéket, melyek egy kivételével az összes többi rögzítésével kaphatók, bázisvektoraikkal. Jegyezzük meg, hogy a bázisvektoroknak nem kell egyenlő hosszúaknak lenniük: csak az ortogonalitás követelmény

A Descartes-féle koordináta-rendszerekben a bázisvektorok konstansok. Az általánosabb görbe vonalú koordináta-rendszerek esetén pontonként határozható meg helyi vektorbázis. Ezek általában nem konstansok: ez a görbe vonalú koordináta-rendszerek lényege, és így egy fontos fogalom. Ortogonális koordináta-rendszerek esetén ezek mind ortogonális bázisok, azaz 
{\displaystyle \mathbf {e} _{i}\cdot \mathbf {e} _{j}=0\quad {\text{ha}}\quad i\neq j}
Ezek a bázisvektorok definíció szerint érintői azoknak a görbéknek, amelyek úgy kaphatók, hogy egy kivétellel rögzítjük a koordinátákat, és egy változhat:
{\displaystyle \mathbf {e} _{i}={\frac {\partial \mathbf {r} }{\partial q^{i}}}}
ahol r egy pont, és qi az a koordináta, melyhez tartozó bázisvektort kivonatoljuk. Más szavakkal, a többi koordináta rögzítése mellett ezt a koordinátát paraméterként változtatjuk; a befutott görbét e paraméter mentén deriváljuk, és így kapjuk a koordinátához tartozó bázisvektort.
Jegyezzük meg, hogy a helyi bázis vektorai nem feltétlenül egyenlő hosszúságúak. Hosszaik megegyeznek a helyi  {\displaystyle h_{i}} skálázási tényezőkkel. Pontosabban, a  {\displaystyle h_{i}} skálázási tényező az {\displaystyle {\hat {\mathbf {e} }}_{i}} helyi bázisvektor hossza. A skálázási tényezőket nevezik Lamé-együtthatóknak is, ami nem tévesztendő össze a Lamé-paraméterekkel.
A normalizált bázisvektorokat kalapos betűk jelölik, és a megfelelő hosszakkal leosztva kaphatók:
{\displaystyle {\hat {\mathbf {e} }}_{i}={\frac {{\mathbf {e} }_{i}}{h_{i}}}={\frac {{\mathbf {e} }_{i}}{\left|{\mathbf {e} }_{i}\right|}}}
Egy vektormező megadható komponenseivel a bázisvektorokban, vagy a normalizált bázisvektorokban. Alkalmazáskban inkább a normalizált bázisvektorokat használják, hogy a mennyiségek könnyebben értelmezhetőek legyenek. A deriváltakban inkább a bázisvektorokat használják.

### Kontravariáns bázis
A fent megadott helyi bázisok a kovariáns bázisok, hiszen hosszuk együtt változik a vektorokkal. A kontravariáns vektorok iránya ugyanaz, mint a kovariáns bázisvektoroké, de hosszuk annak reciproka. Azt mondják, hogy a két bázis reciproka egymásnak:
{\displaystyle \mathbf {e} ^{i}={\frac {{\hat {\mathbf {e} }}_{i}}{h_{i}}}={\frac {\mathbf {e} _{i}}{h_{i}^{2}}}}
ami következik abból, hogy definíció szerint  {\displaystyle \mathbf {e} _{i}\cdot \mathbf {e} ^{j}=\delta _{i}^{j}} (a Kronecker-deltával).
Jegyezzük meg, hogy:
{\displaystyle {\hat {\mathbf {e} }}_{i}={\frac {\mathbf {e} _{i}}{h_{i}}}=h_{i}\mathbf {e} ^{i}={\hat {\mathbf {e} }}^{i}}
Most három bázisunk is van a vektorok leírásához: az ei kovariáns bázis, az êi normalizált bázis és az ei kontravariáns bázis. Míg egy vektor objektív mennyiség, azaz független a koordináta-rendszertől, a vektor komponensei függenek a koordináta-rendszertől.
A zavar elkerülése érdekében egy x vektor koordinátái az ei bázisban xi, az ei bázisban xi:
{\displaystyle \mathbf {x} =\sum _{i}x^{i}\mathbf {e} _{i}=\sum _{i}x_{i}\mathbf {e} ^{i}}
Az indexek helyzete a komponensek számítási módját mutatja, ami nem tévesztendő össze a hatványozással. Jegyezzük meg még azt is, hogy a szumma szimbólumon belül, illetve a teljes bázisra kiterjedő összegzési tartományt gyakran mellőzik (Einstein-féle notáció):
{\displaystyle h_{i}^{2}x^{i}=x_{i}}
Ezzel szemben nincs elterjedt jelölés a normalizált bázisban megadott vektorkomponensek számára; a cikkben alsó indexeket használunk, és megjegyezzük, hogy normalizált bázist használunk.

## Vektoralgebra
A vektorok koordinátánként összeadhatók és kivonhatók, a Descartes-féle koordináta-rendszerhez hasonlóan. A többi vektorművelet végrehajtásához azonban további meggondolások szükségesek.
A következőkhöz megjegyezzük, hogy mindkét vektornak ugyanabban a helyi bázisban kell adva lennie. Mivel a különböző pontokhoz különböző bázisok tartoznak, azért ilyenkor figyelembe kell venni a különböző helyi bázisokat.

### Skaláris szorzat
Descartes-féle koordináta-rendszerben a skaláris szorzat a megfelelő koordináták szorzatának az összege. Ortogonális koordinátákban két vektor, x és y skalárszorzata ugyanezt az alakot ölti a normalizált bázisban:
{\displaystyle \mathbf {x} \cdot \mathbf {y} =\sum _{i}x_{i}{\hat {\mathbf {e} }}_{i}\cdot \sum _{j}y_{j}{\hat {\mathbf {e} }}_{j}=\sum _{i}x_{i}y_{i}}
Ez annak a következménye, hogy a normalizált bázis ortonormált. Kovariáns vagy kontravariáns esetben:
{\displaystyle \mathbf {x} \cdot \mathbf {y} =\sum _{i}h_{i}^{2}x^{i}y^{i}=\sum _{i}{\frac {x_{i}y_{i}}{h_{i}^{2}}}=\sum _{i}x^{i}y_{i}=\sum _{i}x_{i}y^{i}}
Ez származtatható abból, hogy a vektorokat komponensekre bontjuk, normalizáljuk a bázisvektorokat, és vesszük a skaláris szorzatot. Például két dimenzióban:
{\displaystyle {\begin{aligned}\mathbf {x} \cdot \mathbf {y} &=\left(x^{1}\mathbf {e} _{1}+x^{2}\mathbf {e} _{2}\right)\cdot \left(y_{1}\mathbf {e} ^{1}+y_{2}\mathbf {e} ^{2}\right)\\[10pt]&=\left(x^{1}h_{1}{\hat {\mathbf {e} }}_{1}+x^{2}h_{2}{\hat {\mathbf {e} }}_{2}\right)\cdot \left(y_{1}{\frac {{\hat {\mathbf {e} }}^{1}}{h_{1}}}+y_{2}{\frac {{\hat {\mathbf {e} }}^{2}}{h_{2}}}\right)=x^{1}y_{1}+x^{2}y_{2}\end{aligned}}}

### Vektoriális szorzat
Descartes-koordinátákban két vektor vektoriális szorzata három dimenzióban van értelmezve:
{\displaystyle \mathbf {x} \times \mathbf {y} =(x_{2}y_{3}-x_{3}y_{2}){\hat {\mathbf {e} }}_{1}+(x_{3}y_{1}-x_{1}y_{3}){\hat {\mathbf {e} }}_{2}+(x_{1}y_{2}-x_{2}y_{1}){\hat {\mathbf {e} }}_{3}}
A fenti képlet ortonormált bázisokban érvényes. Kovariáns és kontravariáns bázisokban a bázisokat normalizálni kell:
{\displaystyle \mathbf {x} \times \mathbf {y} =\sum _{i}x^{i}\mathbf {e} _{i}\times \sum _{j}y^{j}\mathbf {e} _{j}=\sum _{i}x^{i}h_{i}{\hat {\mathbf {e} }}_{i}\times \sum _{j}y^{j}h_{j}{\hat {\mathbf {e} }}_{j}}
ami kifejtve:
{\displaystyle \mathbf {x} \times \mathbf {y} =\left(x^{2}y^{3}-x^{3}y^{2}\right){\frac {h_{2}h_{3}}{h_{1}}}\mathbf {e} _{1}+\left(x^{3}y^{1}-x^{1}y^{3}\right){\frac {h_{1}h_{3}}{h_{2}}}\mathbf {e} _{2}+\left(x^{1}y^{2}-x^{2}y^{1}\right){\frac {h_{1}h_{2}}{h_{3}}}\mathbf {e} _{3}}
A Levi-Civita tenzor lehetővé teszi a vektoriális szorzat tömör jelölését, ami leegyszerűsíti a vektoriális szorzat általánosítását nem ortogonális bázisokra és magasabb dimenziókra. A Levi-Civita tenzor tartalmaz nullától és egytől különböző elemeket, ha a skálázási tényezők nem mindegyike egyenlő eggyel.

## Vektorkalkulus

### Differenciálás
Tekintve egy pont infinitezimális elmozdulását, nyilvánvaló, hogy:
{\displaystyle d\mathbf {r} =\sum _{i}{\frac {\partial \mathbf {r} }{\partial q^{i}}}\,dq^{i}=\sum _{i}\mathbf {e} _{i}\,dq^{i}}
definíció szerint egy függvény gradiensének teljesítenie kell, hogy:
{\displaystyle df=\nabla f\cdot d\mathbf {r} \quad \Rightarrow \quad df=\nabla f\cdot \sum _{i}\mathbf {e} _{i}\,dq^{i}}
A szabály ugyanez, ha ƒ tenzor. Következik, hogy a nabla operátor:
{\displaystyle \nabla =\sum _{i}\mathbf {e} ^{i}{\frac {\partial }{\partial q^{i}}}}
és ez igaz marad görbe vonalú koordinátákban. A gradiens és a Laplace-operátor számítható a nabla operátor segítségével.

### Alapképletek
Az êi normalizált bázisvektorokból és dr-ből a következők konstruálhatók:
| Differenciálelem | Vektorok | Skalárok |
| ---------------- | --- | --- |
| Vonalelem        | A qi koordinátagörbe érintővektora: {\displaystyle d{\boldsymbol {\ell }}=h_{i}dq^{i}{\hat {\mathbf {e} }}_{i}={\frac {\partial \mathbf {r} }{\partial q^{i}}}dq^{i}} | Infinitezimális hosszúság {\displaystyle d\ell ={\sqrt {d\mathbf {r} \cdot d\mathbf {r} }}={\sqrt {(h_{1}\,dq^{1})^{2}+(h_{2}\,dq^{2})^{2}+(h_{3}\,dq^{3})^{2}}}} |
| Felszínelem      | A qk = konstans koordinátafelület normálisa: {\displaystyle {\begin{aligned}d\mathbf {S} &=(h_{i}dq^{i}{\hat {\mathbf {e} }}_{i})\times (h_{j}dq^{j}{\hat {\mathbf {e} }}_{j})\\&=dq^{i}dq^{j}\left({\frac {\partial \mathbf {r} }{\partial q^{i}}}\times {\frac {\partial \mathbf {r} }{\partial q^{j}}}\right)\\&=h_{i}h_{j}dq^{i}dq^{j}{\hat {\mathbf {e} }}_{k}\end{aligned}}} | Infinitezimális felszín {\displaystyle dS_{k}=h_{i}h_{j}\,dq^{i}\,dq^{j}} |
| Térfogatelem     | N/A | Infinitezimális térfogat {\displaystyle {\begin{aligned}dV&=\|(h_{1}\,dq^{1}{\hat {\mathbf {e} }}_{1})\cdot (h_{2}\,dq^{2}{\hat {\mathbf {e} }}_{2})\times (h_{3}\,dq^{3}{\hat {\mathbf {e} }}_{3})\|\\&=\|{\hat {\mathbf {e} }}_{1}\cdot {\hat {\mathbf {e} }}_{2}\times {\hat {\mathbf {e} }}_{3}\|h_{1}h_{2}h_{3}\,dq^{1}\,dq^{2}\,dq^{3}\\&=h_{1}h_{2}h_{3}\,dq^{1}\,dq^{2}\,dq^{3}\\&=J\,dq^{1}\,dq^{2}\,dq^{3}\end{aligned}}} |

ahol:
{\displaystyle J=\left|{\frac {\partial \mathbf {r} }{\partial q^{1}}}\cdot \left({\frac {\partial \mathbf {r} }{\partial q^{2}}}\times {\frac {\partial \mathbf {r} }{\partial q^{3}}}\right)\right|=\left|{\frac {\partial (x,y,z)}{\partial (q^{1},q^{2},q^{3})}}\right|=h_{1}h_{2}h_{3}}
a Jacobi-determináns, melynek geometriai reprezentációja a dxdydz infinitezimális kocka térfogat-deformációja az ortogonális koordináta-rendszer infinitezimális görbült térfogatára.

### Integrál
A fenti vonalelemmel egy F vektor egy {\displaystyle \scriptstyle {\mathcal {P}}} útvonala menti vonalintegrál:
{\displaystyle \int _{\mathcal {P}}\mathbf {F} \cdot d\mathbf {r} =\int _{\mathcal {P}}\sum _{i}F_{i}\mathbf {e} ^{i}\cdot \sum _{j}\mathbf {e} _{j}\,dq^{j}=\sum _{i}\int _{\mathcal {P}}F_{i}\,dq^{i}}
Egy konstanson tartott qk koordinátával leírt felület infinitezimális felszíneleme:
{\displaystyle dA_{k}=\prod _{i\neq k}ds_{i}=\prod _{i\neq k}h_{i}\,dq^{i}}
Hasonlóan, a térfogatelem:
{\displaystyle dV=\prod _{i}ds_{i}=\prod _{i}h_{i}\,dq^{i}}
ahol a nagy Π szimbólum szorzást jelöl ahhoz hasonlóan, ahogy egy nagy Σ összegzést jelöl. Jegyezzük meg, hogy a skálázási ténxyezők szorzata megegyezik a Jacobi-determinánssal.
Például egy F  vektorfüggvény felületi integrálja egy q1 = konstans {\displaystyle \scriptstyle {\mathcal {S}}} felület mentén három dimenzióban:
{\displaystyle \int _{\mathcal {S}}\mathbf {F} \cdot d\mathbf {A} =\int _{\mathcal {S}}\mathbf {F} \cdot {\hat {\mathbf {n} }}\ dA=\int _{\mathcal {S}}\mathbf {F} \cdot {\hat {\mathbf {e} }}_{1}\ dA=\int _{\mathcal {S}}F^{1}{\frac {h_{2}h_{3}}{h_{1}}}\,dq^{2}\,dq^{3}}
Jegyezzük meg, hogy F1/h1 az F felszínre normális komponense.

## Differenciáloperátorok három dimenzióban
Mivel ezek az operátorok gyakoriak az alkalmazásokban, azért ebben a szakaszban a normalizált bázist használjuk: {\displaystyle F_{i}=\mathbf {F} \cdot {\hat {\mathbf {e} }}_{i}}.
| Operátor                     | Kifejezés |
| ---------------------------- | --- |
| Skalármező gradiense         | {\displaystyle \nabla \phi ={\frac {{\hat {\mathbf {e} }}_{1}}{h_{1}}}{\frac {\partial \phi }{\partial q^{1}}}+{\frac {{\hat {\mathbf {e} }}_{2}}{h_{2}}}{\frac {\partial \phi }{\partial q^{2}}}+{\frac {{\hat {\mathbf {e} }}_{3}}{h_{3}}}{\frac {\partial \phi }{\partial q^{3}}}} |
| Vektormező divergenciája     | {\displaystyle \nabla \cdot \mathbf {F} ={\frac {1}{h_{1}h_{2}h_{3}}}\left[{\frac {\partial }{\partial q^{1}}}\left(F_{1}h_{2}h_{3}\right)+{\frac {\partial }{\partial q^{2}}}\left(F_{2}h_{3}h_{1}\right)+{\frac {\partial }{\partial q^{3}}}\left(F_{3}h_{1}h_{2}\right)\right]} |
| Vektormező rotációja         | {\displaystyle {\begin{aligned}\nabla \times \mathbf {F} &={\frac {{\hat {\mathbf {e} }}_{1}}{h_{2}h_{3}}}\left[{\frac {\partial }{\partial q^{2}}}\left(h_{3}F_{3}\right)-{\frac {\partial }{\partial q^{3}}}\left(h_{2}F_{2}\right)\right]+{\frac {{\hat {\mathbf {e} }}_{2}}{h_{3}h_{1}}}\left[{\frac {\partial }{\partial q^{3}}}\left(h_{1}F_{1}\right)-{\frac {\partial }{\partial q^{1}}}\left(h_{3}F_{3}\right)\right]\\[10pt]&+{\frac {{\hat {\mathbf {e} }}_{3}}{h_{1}h_{2}}}\left[{\frac {\partial }{\partial q^{1}}}\left(h_{2}F_{2}\right)-{\frac {\partial }{\partial q^{2}}}\left(h_{1}F_{1}\right)\right]={\frac {1}{h_{1}h_{2}h_{3}}}{\begin{vmatrix}h_{1}{\hat {\mathbf {e} }}_{1}&h_{2}{\hat {\mathbf {e} }}_{2}&h_{3}{\hat {\mathbf {e} }}_{3}\\{\dfrac {\partial }{\partial q^{1}}}&{\dfrac {\partial }{\partial q^{2}}}&{\dfrac {\partial }{\partial q^{3}}}\\h_{1}F_{1}&h_{2}F_{2}&h_{3}F_{3}\end{vmatrix}}\end{aligned}}} |
| Skalármező Laplace-operátora | {\displaystyle \nabla ^{2}\phi ={\frac {1}{h_{1}h_{2}h_{3}}}\left[{\frac {\partial }{\partial q^{1}}}\left({\frac {h_{2}h_{3}}{h_{1}}}{\frac {\partial \phi }{\partial q^{1}}}\right)+{\frac {\partial }{\partial q^{2}}}\left({\frac {h_{3}h_{1}}{h_{2}}}{\frac {\partial \phi }{\partial q^{2}}}\right)+{\frac {\partial }{\partial q^{3}}}\left({\frac {h_{1}h_{2}}{h_{3}}}{\frac {\partial \phi }{\partial q^{3}}}\right)\right]} |

Az  {\displaystyle \epsilon _{ijk}} Levi-Civita-szimbólummal és a Jacobi-determinánssal, melyre {\displaystyle J=h_{1}h_{2}h_{3}}, és az ismétlődő indexek összegzésének feltételezésével a fnti képletek kompaktabban is írhatók:
| Operátor                                  | Kifejezés |
| ----------------------------------------- | --- |
| Skalármező gradiense                      | {\displaystyle \nabla \phi ={\frac {{\hat {\mathbf {e} }}_{k}}{h_{k}}}{\frac {\partial \phi }{\partial q^{k}}}}                                                 |
| Vektormező divergenciája                  | {\displaystyle \nabla \cdot \mathbf {F} ={\frac {1}{J}}{\frac {\partial }{\partial q^{k}}}\left({\frac {J}{h_{k}}}F_{k}\right)}                                 |
| Vektormező rotációja (csak 3 dimenzióban) | {\displaystyle \nabla \times \mathbf {F} ={\frac {h_{k}{\hat {\mathbf {e} }}_{k}}{J}}\epsilon _{ijk}{\frac {\partial }{\partial q^{i}}}\left(h_{j}F_{j}\right)} |
| Skalármező Laplace-operátora              | {\displaystyle \nabla ^{2}\phi ={\frac {1}{J}}{\frac {\partial }{\partial q^{k}}}\left({\frac {J}{h_{k}^{2}}}{\frac {\partial \phi }{\partial q^{k}}}\right)}   |

Megjegyezzük, hogy skalármező gradiense kifejezhető a  J Jacobi-mátrixszal és a kannikus parciális deriváltakkal:
{\displaystyle \mathbf {J} =\left[{\frac {\partial \phi }{\partial q^{1}}},{\frac {\partial \phi }{\partial q^{2}}},{\frac {\partial \phi }{\partial q^{3}}}\right]}
bázisváltással:
{\displaystyle \nabla \phi =\mathbf {S} \mathbf {R} \mathbf {J} ^{T}}
ahol a forgató és skálázó mátrixok:
{\displaystyle \mathbf {R} =[\mathbf {e} _{1},\mathbf {e} _{2},\mathbf {e} _{3}]}
{\displaystyle \mathbf {S} =\mathrm {diag} ([h_{1}^{-1},h_{2}^{-1},h_{3}^{-1}]).}

## Gyakoribb ortogonális koordináták
A szokásos Descartes-koordinátarendszer mellett még gyakran használnak több más koordináta-rendszert is. Ezeket az alábbi táblázat tartalmazza. A tömörség kedvéért az egyes koordináták által befutott intervallumokat intervallumként jelöljük egyenlőtlenségek helyett.
| Görbevonalú koordináták: q1, q2, q3) | Transformáció az (x, y, z) Descartes-koordinátákra | Skálázási tényezők |
| --- | --- | --- |
| Gömbkoordináták {\displaystyle (r,\theta ,\phi )\in [0,\infty )\times [0,\pi ]\times [0,2\pi )} | {\displaystyle {\begin{aligned}x&=r\sin \theta \cos \phi \\y&=r\sin \theta \sin \phi \\z&=r\cos \theta \end{aligned}}} | {\displaystyle {\begin{aligned}h_{1}&=1\\h_{2}&=r\\h_{3}&=r\sin \theta \end{aligned}}} |
| Hengerkoordináta-rendszer {\displaystyle (r,\phi ,z)\in [0,\infty )\times [0,2\pi )\times (-\infty ,\infty )} | {\displaystyle {\begin{aligned}x&=r\cos \phi \\y&=r\sin \phi \\z&=z\end{aligned}}} | {\displaystyle {\begin{aligned}h_{1}&=h_{3}=1\\h_{2}&=r\end{aligned}}} |
| Parabolikus hengerkoordináta-rendszer {\displaystyle (u,v,z)\in (-\infty ,\infty )\times [0,\infty )\times (-\infty ,\infty )} | {\displaystyle {\begin{aligned}x&={\frac {1}{2}}(u^{2}-v^{2})\\y&=uv\\z&=z\end{aligned}}} | {\displaystyle {\begin{aligned}h_{1}&=h_{2}={\sqrt {u^{2}+v^{2}}}\\h_{3}&=1\end{aligned}}} |
| Forgásparaboloid koordináta-rendszer {\displaystyle (u,v,\phi )\in [0,\infty )\times [0,\infty )\times [0,2\pi )} | {\displaystyle {\begin{aligned}x&=uv\cos \phi \\y&=uv\sin \phi \\z&={\frac {1}{2}}(u^{2}-v^{2})\end{aligned}}} | {\displaystyle {\begin{aligned}h_{1}&=h_{2}={\sqrt {u^{2}+v^{2}}}\\h_{3}&=uv\end{aligned}}} |
| Paraboloid koordináta-rendszer {\displaystyle {\begin{aligned}&(\lambda ,\mu ,\nu )\in [0,b^{2})\times (b^{2},a^{2})\times (a^{2},\infty )\\&b^{2}<a^{2}\end{aligned}}}                                                                   | {\displaystyle {\frac {x^{2}}{q_{i}-a^{2}}}+{\frac {y^{2}}{q_{i}-b^{2}}}=2z+q_{i}} ahol {\displaystyle (q_{1},q_{2},q_{3})=(\lambda ,\mu ,\nu )} | {\displaystyle h_{i}={\frac {1}{2}}{\sqrt {\frac {(q_{j}-q_{i})(q_{k}-q_{i})}{(a^{2}-q_{i})(b^{2}-q_{i})}}}} |
| Ellipszoid koordináta-rendszer {\displaystyle {\begin{aligned}&(\lambda ,\mu ,\nu )\in [0,c^{2})\times (c^{2},b^{2})\times (b^{2},a^{2})\\&\lambda <c^{2}<b^{2}<a^{2},\\&c^{2}<\mu <b^{2}<a^{2},\\&c^{2}<b^{2}<\nu <a^{2},\end{aligned}}} | {\displaystyle {\frac {x^{2}}{a^{2}-q_{i}}}+{\frac {y^{2}}{b^{2}-q_{i}}}+{\frac {z^{2}}{c^{2}-q_{i}}}=1} ahol {\displaystyle (q_{1},q_{2},q_{3})=(\lambda ,\mu ,\nu )}                                                                                            | {\displaystyle h_{i}={\frac {1}{2}}{\sqrt {\frac {(q_{j}-q_{i})(q_{k}-q_{i})}{(a^{2}-q_{i})(b^{2}-q_{i})(c^{2}-q_{i})}}}} |
| Elliptikus hengerkoordináta-rendszer {\displaystyle (u,v,z)\in [0,\infty )\times [0,2\pi )\times (-\infty ,\infty )} | {\displaystyle {\begin{aligned}x&=a\operatorname {ch} u\cos v\\y&=a\operatorname {sh} u\sin v\\z&=z\end{aligned}}} | {\displaystyle {\begin{aligned}h_{1}&=h_{2}=a{\sqrt {\operatorname {sh} ^{2}u+\sin ^{2}v}}\\h_{3}&=1\end{aligned}}} |
| Nyújtott ellipszoid koordináta-rendszer {\displaystyle (\xi ,\eta ,\phi )\in [0,\infty )\times [0,\pi ]\times [0,2\pi )} | {\displaystyle {\begin{aligned}x&=a\operatorname {sh} \xi \sin \eta \cos \phi \\y&=a\operatorname {sh} \xi \sin \eta \sin \phi \\z&=a\operatorname {ch} \xi \cos \eta \end{aligned}}}                                                                             | {\displaystyle {\begin{aligned}h_{1}&=h_{2}=a{\sqrt {\operatorname {sh} ^{2}\xi +\sin ^{2}\eta }}\\h_{3}&=a\operatorname {sh} \xi \sin \eta \end{aligned}}}                                                                            |
| Lapított ellipszoid koordináta-rendszer {\displaystyle (\xi ,\eta ,\phi )\in [0,\infty )\times \left[-{\frac {\pi }{2}},{\frac {\pi }{2}}\right]\times [0,2\pi )}                                                                         | {\displaystyle {\begin{aligned}x&=a\operatorname {ch} \xi \cos \eta \cos \phi \\y&=a\operatorname {ch} \xi \cos \eta \sin \phi \\z&=a\operatorname {sh} \xi \sin \eta \end{aligned}}}                                                                             | {\displaystyle {\begin{aligned}h_{1}&=h_{2}=a{\sqrt {\operatorname {sh} ^{2}\xi +\sin ^{2}\eta }}\\h_{3}&=a\operatorname {ch} \xi \cos \eta \end{aligned}}}                                                                            |
| Bipoláris hengerkoordináta-rendszer {\displaystyle (u,v,z)\in [0,2\pi )\times (-\infty ,\infty )\times (-\infty ,\infty )} | {\displaystyle {\begin{aligned}x&={\frac {a\operatorname {sh} v}{\operatorname {ch} v-\cos u}}\\y&={\frac {a\sin u}{\operatorname {ch} v-\cos u}}\\z&=z\end{aligned}}}                                                                                            | {\displaystyle {\begin{aligned}h_{1}&=h_{2}={\frac {a}{\operatorname {ch} v-\cos u}}\\h_{3}&=1\end{aligned}}} |
| Toroid koordináta-rendszer {\displaystyle (u,v,\phi )\in (-\pi ,\pi ]\times [0,\infty )\times [0,2\pi )} | {\displaystyle {\begin{aligned}x&={\frac {a\operatorname {sh} v\cos \phi }{\operatorname {ch} v-\cos u}}\\y&={\frac {a\operatorname {sh} v\sin \phi }{\operatorname {ch} v-\cos u}}\\z&={\frac {a\sin u}{\operatorname {ch} v-\cos u}}\end{aligned}}}             | {\displaystyle {\begin{aligned}h_{1}&=h_{2}={\frac {a}{\operatorname {ch} v-\cos u}}\\h_{3}&={\frac {a\operatorname {sh} v}{\operatorname {ch} v-\cos u}}\end{aligned}}}                                                               |
| Biszférikus koordináta-rendszer {\displaystyle (u,v,\phi )\in (-\pi ,\pi ]\times [0,\infty )\times [0,2\pi )} | {\displaystyle {\begin{aligned}x&={\frac {a\sin u\cos \phi }{\operatorname {ch} v-\cos u}}\\y&={\frac {a\sin u\sin \phi }{\operatorname {ch} v-\cos u}}\\z&={\frac {a\operatorname {sh} v}{\operatorname {ch} v-\cos u}}\end{aligned}}}                           | {\displaystyle {\begin{aligned}h_{1}&=h_{2}={\frac {a}{\operatorname {ch} v-\cos u}}\\h_{3}&={\frac {a\sin u}{\operatorname {ch} v-\cos u}}\end{aligned}}}                                                                             |
| Kúpkoordináták {\displaystyle {\begin{aligned}&(\lambda ,\mu ,\nu )\\&\nu ^{2}<b^{2}<\mu ^{2}<a^{2}\\&\lambda \in [0,\infty )\end{aligned}}}                                                                                              | {\displaystyle {\begin{aligned}x&={\frac {\lambda \mu \nu }{ab}}\\y&={\frac {\lambda }{a}}{\sqrt {\frac {(\mu ^{2}-a^{2})(\nu ^{2}-a^{2})}{a^{2}-b^{2}}}}\\z&={\frac {\lambda }{b}}{\sqrt {\frac {(\mu ^{2}-b^{2})(\nu ^{2}-b^{2})}{b^{2}-a^{2}}}}\end{aligned}}} | {\displaystyle {\begin{aligned}h_{1}&=1\\h_{2}^{2}&={\frac {\lambda ^{2}(\mu ^{2}-\nu ^{2})}{(\mu ^{2}-a^{2})(b^{2}-\mu ^{2})}}\\h_{3}^{2}&={\frac {\lambda ^{2}(\mu ^{2}-\nu ^{2})}{(\nu ^{2}-a^{2})(\nu ^{2}-b^{2})}}\end{aligned}}} |

## Fordítás
- Ez a szócikk részben vagy egészben  az   Orthogonal coordinates című angol Wikipédia-szócikk ezen változatának fordításán alapul.  Az eredeti cikk szerkesztőit annak laptörténete sorolja fel. Ez a jelzés csupán a megfogalmazás eredetét és a szerzői jogokat jelzi, nem szolgál a cikkben szereplő információk forrásmegjelöléseként.